# شهرستان گرند گدهی
شهرستان گرند گدهی (به لاتین: Grand Gedeh County) یکی از ۱۵ شهرستان کشور لیبریا است که در شرق آن واقع شده‌است. شهرستان گرند گدهی ۱۰٬۴۸۴ کیلومتر مربع مساحت و ۱۲۶٬۱۴۶ نفر جمعیت دارد.